# واولة (آيت بوأولى)
واولة هي إحدى مشيخات المملكة المغربية، تتبع جغرافيا لإقليم أزيلال وإداريًا لآيت بوأولى. يقدر عدد سكانها بـ 6881 نسمة حسب الإحصاء الرسمي للسكان والسكنى لسنة 2004.